# Ој, животе
„Ој, животе” је југословенски ТВ филм из 1974. године. Режирао га је Сулејман Купусовић а сценарио је написао Јосип Пејаковић

## Улоге
| Глумац          | Улога |
| --------------- | ----- |
| Јосип Пејаковић |       |